# Mihajlo Mihajlov
Mihajlo Mihajlov (ur. 26 września 1934 w Pančevo, zm. 7 marca 2010 w Belgradzie) – jugosłowiański dysydent, pisarz, obrońca praw człowieka, syn rosyjskich emigrantów.
Był najbardziej znanym po Milovanie Đilasie przeciwnikiem titoizmu . Ukończył studia magisterskie
na Uniwersytecie w Zagrzebiu w filii w Zadarze, w 1961 roku . W 1965 roku został aresztowany po raz pierwszy, po publikacji drugiej części notatek z podróży do Moskwy w lokalnym czasopiśmie Delo. Po tym incydencie zaczął publikować artykuły także w prasie zagranicznej, za które został skazany w 1966 roku na karę 3,5 roku więzienia. Skazany ponownie w 1974 roku za publikacje The New York Times i The New York Review of Books i więziony do 1977 roku. Wyemigrował do Stanów Zjednoczonych w 1979 roku gdzie pracował m.in. jako wykładowca  i gdzie otrzymał obywatelstwo w 1985 roku . W latach 1985–1994 współpracował z Radiem Wolna Europa . Powrócił do Belgradu w 2001 roku gdzie żył do śmierci.

## Twórczość
- Martwy Dom Dostojewskiego i Sołżenicyna (Mertvyj dom Dostoevskogo i Solženicyna), 1965;
- Moskwa latem 1964: Notatki z podróży (Leto moskovsko 1964), 1965;
- Tematy rosyjskie, 1966;
- Underground notes, 1976;
- Nenauchnyje mysli, 1979;
- Domovina je sloboda, 1994;
- Ponovljene misli, 2008.